# Балай (приток Рыбной)
Бала́й — река в Уярском районе Красноярского края России, левый приток реки Рыбной (речной бассейн Енисея). Длина реки — 50 км, площадь бассейна — 660 км². В верхнем течении — Лугавка, за новомихайловской запрудой — Балай. Река протекает по заболоченной лесостепной холмисто-увалистой равнине Канско-Рыбинской котловины, ближе к устью прорезает южные отроги Енисейского кряжа. Питание преимущественно снего-дождевое.
На реке расположены населённые пункты: деревня Новомихайловка, село Никольское, посёлок Речка. На 41 км от устья река пересекает 912-й км автомобильной дороги Р255 «Сибирь».

## Данные водного реестра
По данным государственного водного реестра России относится к Енисейскому бассейновому округу, водохозяйственный участок реки — Кан, речной подбассейн реки — Енисей между слиянием Большого и Малого Енисея и впадением Ангары. Речной бассейн реки — Енисей.
Код объекта в государственном водном реестре — 17010300412116100023690.

### Притоки
(км от устья)
- 19 км: река Томна[6] (лв)
- 37 км: река Каракчуль[4] (лв)
- 49 км: река Карабариха[4] (лв)
- Безымянный[4] (лв)
- Луковка[4] (лв)
- Грязный[4] (лв)